# 富士クラシック
富士クラシック（ふじクラシック）は、山梨県南都留郡富士河口湖町にあるゴルフ場である。

## 概要
「富士クラシック」は、山梨県東部の郡内地方、甲府市と接し富士山麓の標高1,200メートルと高く、富士五湖の河口湖、西湖、精進湖、本栖湖の4湖が属し、富士山の景勝地が多く富士山がある風景100選では、町内だけで22ヶ所も選定されているそうした他所にはない恵まれたロケーションの所にある。
1990年（平成2年）代前期、新たなゴルフ場の建設に向けて、建設用地の山梨県西八代郡上九一色村（当時）富士ヶ嶺地区に、コース設計をデズモンド・ミュアヘッドに依頼し、18ホール規模のゴルフ場の造成工事が着工され、 1995年（平成7年）10月1日、18ホールの造成工事が完了し、「富士中央ゴルフ倶楽部」として開場。
コース設計家のデズモンド・ミュアヘッド(Desmond Muirhead)は、1924年（大正13年）に英国生、ケンブリッジ大学建築工学卒業後、カナダのブリティッシュ・コロンビア大学で造園学を学び、オレゴン大学で園芸学を学んだ。代表作には、「ミッションヒルズ・カントリークラブ」(カリフォルニア州、1972年（昭和47年）開場)、「ミュアフィールドビレッジ」(オハイオ州、1974年（昭和49年）開場)などがある。ミッションヒルズカントリークラブは、女子のメジャートーナメント「クラフトナビスコ選手権」の舞台で、ミュアフィールドビレッジは、世界ベストコースのトップランクのコースである。
日本での設計は、「ニュー・セントアンドリュースゴルフクラブ・ジャパン」（栃木県、1975年（昭和50年）開場）のニューコースは日本屈指の難コースとして知られている。「新陽ゴルフ倶楽部」（岐阜県、1989年（平成元年）開場）、哲学的かつユニークなホール名称がつけられている。「セゴビアゴルフクラブ イン チヨダ」（茨城県、1993年（平成5年）開場）、闘牛、芸術家ダリなどスペインをテーマしたコースである。
コースは全てのホールから雄大な富士山望むことが出来る、「富士レイクサイドカントリー倶楽部」（1963年（昭和38年）開場）とともに、富士山に最も近いゴルフ場である。葛飾北斎の浮世絵、富嶽三十六景をモチーフに各ホールに浮世絵図の名前がそれぞれつけられている。3番ホールは「駿州江尻」、稲穂の波とフェアウェイのうねりが重なる、7番ホールは「うねりの富士」、フェアウェイに起伏がある、9番ホールは「身延川裏不仁」、グリーンへと続くフェアウェイが身延川である、16番ホールは「隠居」、17番ホールは「神奈川浪裏」、18番ホールは「登戸浦」などである。
コースはフラットでフェアウェイがゆるやかにうねるリンクス風で、マウンドや池、バンカーを大胆に配置して戦略性を高めており、各ホールともフォローかアゲンストになることが多い。グリーンは全体に大きくアンジュレーションがあり、オンしたからといって安心できない。富士山からの順芽を念頭においてパッティングしたい。

## 所在地
〒401-0338 山梨県南都留郡富士河口湖町富士ヶ嶺2-2

## コース情報
- 開場日 - 1995年10月1日
- 設計者 - デズモンド・ミュアヘッド
- 施工者 - 株式会社 熊谷組
- 面積 - 1,081,890m2（約32.7万坪）
- コースタイプ - 林間コース
- コース - 18ホールズ、パー72、7,171ヤード、コースレート72.0
- フェアウェー - コウライ
- ラフ - ノシバ
- グリーン - 1グリーン、ベント（ペンクロス）
- ハザード - バンカー52、池が絡むホール7
- ラウンドスタイル - キャディー付セルフ選択制、電動リモコンカート、乗用カート(5人乗り)
- 練習場 - 25打席250ヤード
- 休場日 - 無休、冬期間クローズ[3]

## クラブ情報
- ハウス面積 - 1,814m2（548.7坪）
- ハウス設計 - 株式会社 熊谷組
- ハウス施工 - 株式会社 熊谷組[3]

## ギャラリー
- コース - [4]
- ハウス - [5]

## 交通アクセス
鉄道
- 東海道新幹線 - 新富士駅より タクシー利用 約55分[6]

道路
- 中央自動車道 - 河口湖ICより 約30分
- 東名高速道路 - 富士ICより 約50分[6]

## 関連文献
- 『ゴルフ場ガイド 東版』、2006-2007、「富士クラシック」、東京 ゴルフダイジェスト社、2006年5月